# Euselasia descherrei
Euselasia descherrei is een vlinder uit de familie van de prachtvlinders (Riodinidae), onderfamilie Euselasiinae. De soort werd in 2014 beschreven door Gallard.

## Type
- holotype: "male, 16.11.1991, Y. Descherre coll. J.-Y. Gallard, n° 447"
- instituut: Muséum national d'histoire naturelle, Parijs
- typelocatie: "Guyane fr., Nancibo, Rn 2, piège lumineux"